# Jazz&people
jazz&people is een Frans platenlabel voor hedendaagse jazzmuziek. Het label is rond 2014 opgericht door de journalist Vincent Bessières en is vernoemd naar de Jazz & People's Movement, een initiatief uit 1969 van saxofonist Roland Kirk om de Amerikaanse media meer toegankelijk te krijgen voor Afro-Amerikaanse jazzmusici. Musici en bands die op het label uitkwamen zijn onder andere de bigband van Christophe Dal Sasso en Lionel Belmondo, Yonathan Avishai, Laurent Courthaliac, Yotam Silberstein, een trio met Jorge Rossy en zangeres/pianiste Leïla Olivesi.